# Gavialis breviceps
Gavialis breviceps — викопний вид крокодилів сучасної родини гавіалових (Gavialidae), що існував у ранньому міоцені (20-17 млн років тому). Описаний з часткового черепа, що виявлений у нагір'ї Бугті провінції Белуджистан у Пакистані.